# Encinas
Encinas – gmina w Hiszpanii, w prowincji Segowia, w Kastylii i León, o powierzchni 17,61 km². W 2011 roku gmina liczyła 56 mieszkańców.